# Florence Radinoff
Florence Radinoff (fl. XIX-XX secolo) è stata un'attrice statunitense che, negli anni dieci del Novecento, lavorò alla Vitagraph.
Attrice caratterista, apparve in oltre una ventina di film, sia corto che lungometraggi, talvolta anche come protagonista. Nel 1913, affiancò - nei panni di Miss Ophelia Sweet - Norma Talmadge in una serie di corti prodotti dalla Vitagraph e diretti da Bert Angeles.

## Filmografia
- Three Black Bags, regia di Frederick A. Thomson (1913)
- Off the Road, regia di Ralph Ince (1913)
- Belinda the Slavey; or, Plot and Counterplot, regia di Bert Angeles (1913)
- Sleuthing, regia di Bert Angeles (1913)
- Omens and Oracles, regia di Bert Angeles (1913)
- A Lady and Her Maid, regia di Bert Angeles (1913)
- The Midget's Revenge, regia di Bert Angeles (1913)
- Wild Beasts at Large, regia di Frederick A. Thomson (1913)
- Her Sweetest Memory, regia di L. Rogers Lytton (1913)
- Count Barber, regia di Bert Angeles (1913)
- The Moulding, regia di Ralph Ince (1913)
- Father and Son: or, The Curse of the Golden Land, regia di Frederick A. Thomson (1913)
- Keeping Husbands Home, regia di Bert Angeles (1913)
- He Fell in Love with His Mother-in-Law, regia di Bert Angeles (1913)
- When Women Go on the Warpath; or, Why Jonesville Went Dry
- That Suit at Ten, regia di Bert Angeles (1913)
- The House of Discord, regia di James Kirkwood (1913)
- The Chattel, regia di Frederick A. Thomson (1916)
- The Blue Envelope Mystery, regia di Wilfrid North (1916)
- A Son of the Hills, regia di Harry Davenport (1917)